# Scytodepsa tricarinata
Scytodepsa tricarinata är en insektsart som beskrevs av William D. Funkhouser. Scytodepsa tricarinata ingår i släktet Scytodepsa och familjen hornstritar. Inga underarter finns listade i Catalogue of Life.